# Cavanac

Cavanac este o comună în departamentul Aude din sudul Franței. În 1 ianuarie 2022 avea o populație de 1.012 de locuitori.